# Philipp Valentin Voit von Rieneck

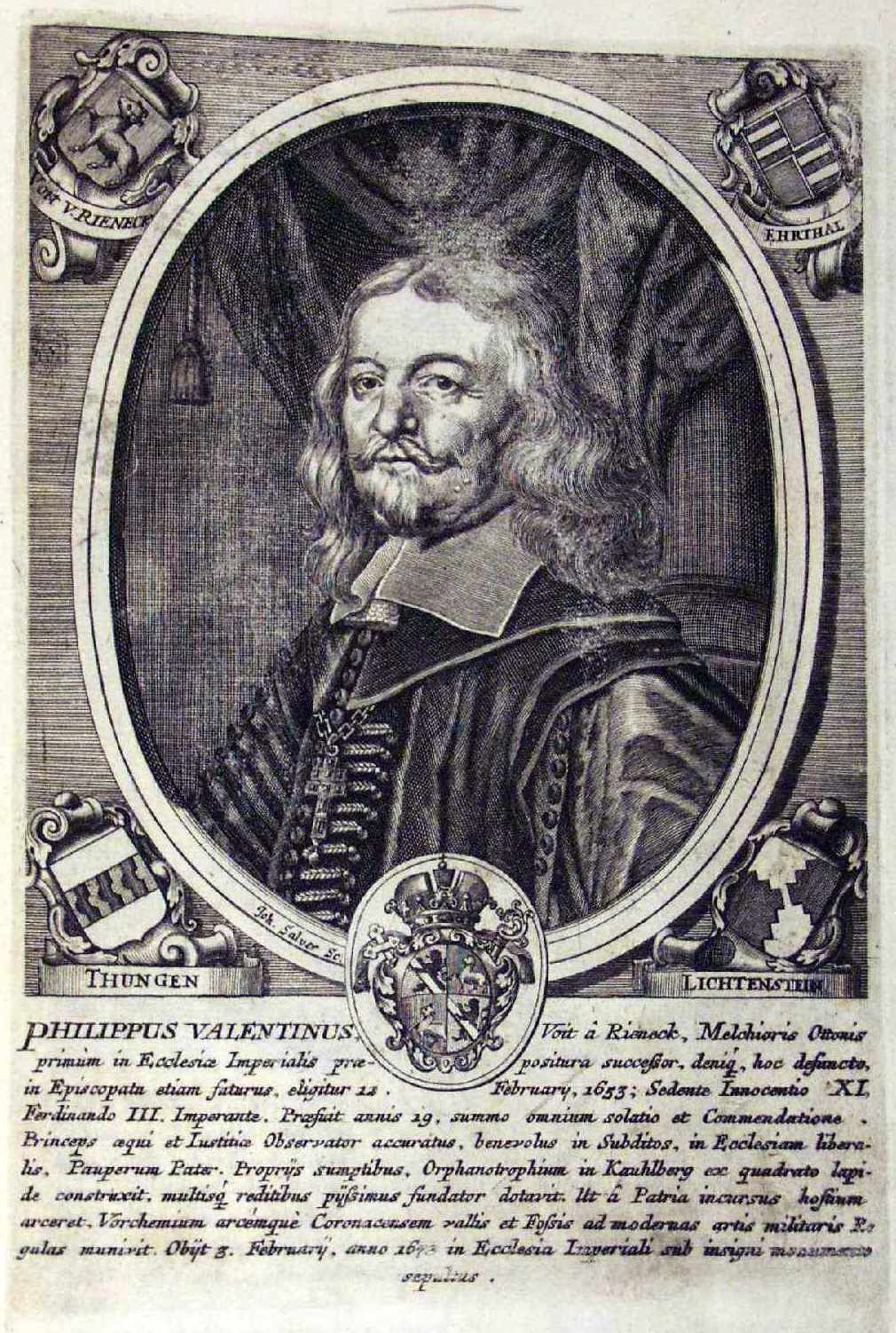
Philipp Valentin Voit von Rieneck, Kupferstich von Johann Salver

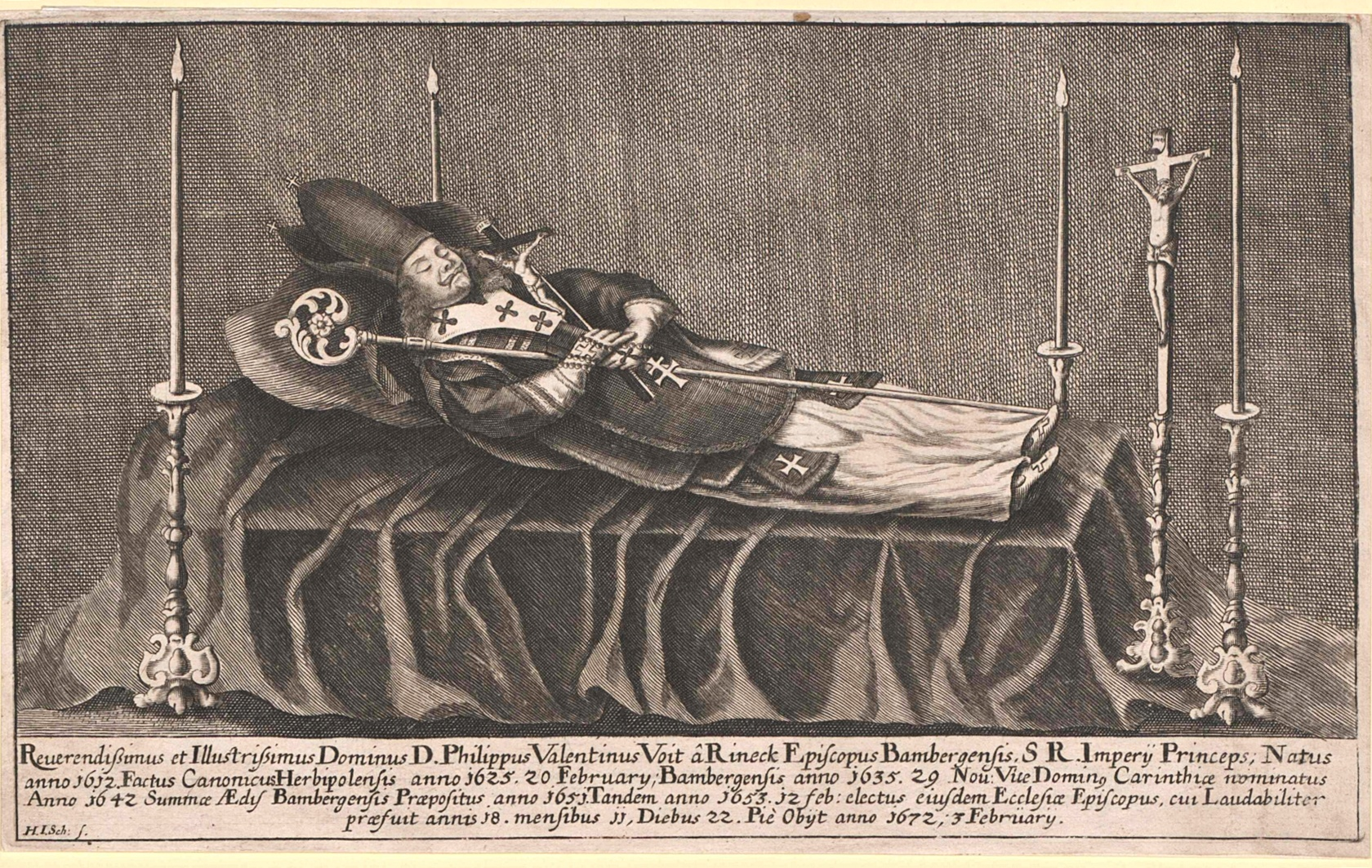
Der Fürstbischof auf dem Sterbebett, 1672

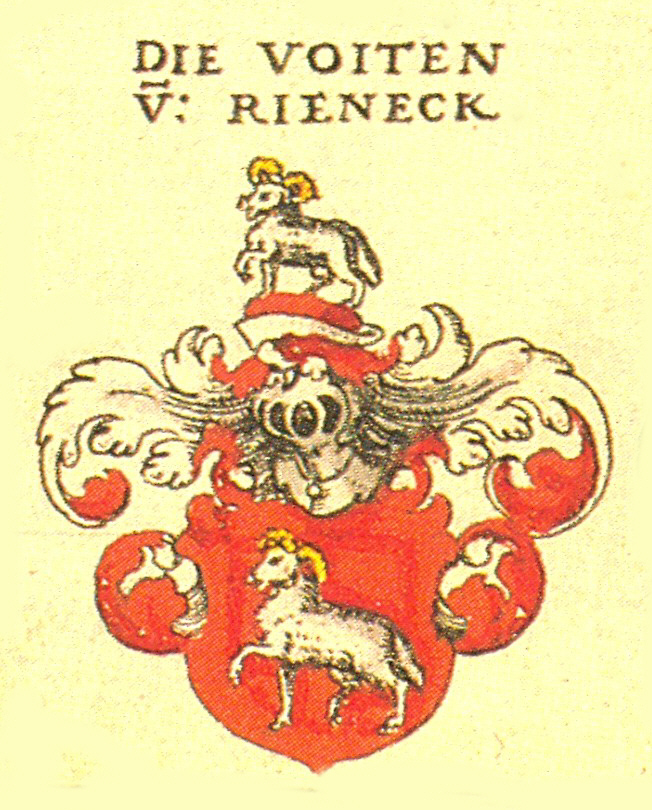
Wappen der Familie der Voit von Rieneck. Als Bischof führte es Philipp Valentin Voit von Rieneck als Element in einem gemehrten Wappen weiter.

Philipp Valentin Voit von Rieneck (* 7. Januar 1612 im Rienecker Schlösschen, Rodenbach bei Lohr am Main; † 3. Februar 1672 in Bamberg) war von 1653 bis zu seinem Tode Fürstbischof des Hochstiftes Bamberg.

## Leben

### Herkunft
Philipp Valentin Voit von Rieneck stammte aus der fränkischen reichsfreien Adelsfamilie der Voit von Rieneck (siehe auch Liste fränkischer Rittergeschlechter). Der namensgebende Ort Rieneck ist heute eine Stadt im unterfränkischen Landkreis Main-Spessart. Die Angehörigen der Familie Voit von Rieneck standen ursprünglich als Ministerialen im Dienste der Grafen von Rieneck. Die beiden Familien unterscheiden sich trotz der Ähnlichkeit des Namens.

### Werdegang
Voit von Rieneck war der Sohn evangelischer Eltern, trat aber jung zum katholischen Glauben über. Um 1625 wurde er Kanoniker in Würzburg und 1635 in Bamberg. 1642 bis 1651 war er bambergischer Vizedom in Kärnten. Gleichzeitig machte er in Bamberg Karriere und wurde Kustos, Kantor, Dechant (1649) und Dompropst (1651). 1653 wählte ihn das Kapitel zum Bischof, der Papst verweigerte jedoch zunächst aufgrund der protestantischen Eltern zunächst die Zustimmung und bestätigte die Wahl 1658.
Zur Zeit der Ernennung von Philipp Valentin Voit von Rieneck zum Fürstbischof war Innozenz X. Papst und Ferdinand III. Kaiser. Er stand für einen Konsolidierungskurs des Bistums, darunter fiel auch die Eindämmung der negativen Folgen des Dreißigjährigen Krieges z. B. des Priestermangels. 1672 baute er das Waisenhaus am Kaulberg in Bamberg erheblich aus.
Die im Druck erschienene Leichenpredigt hielt der Jesuit Philipp Kisel (1609–1681).

## Wappen

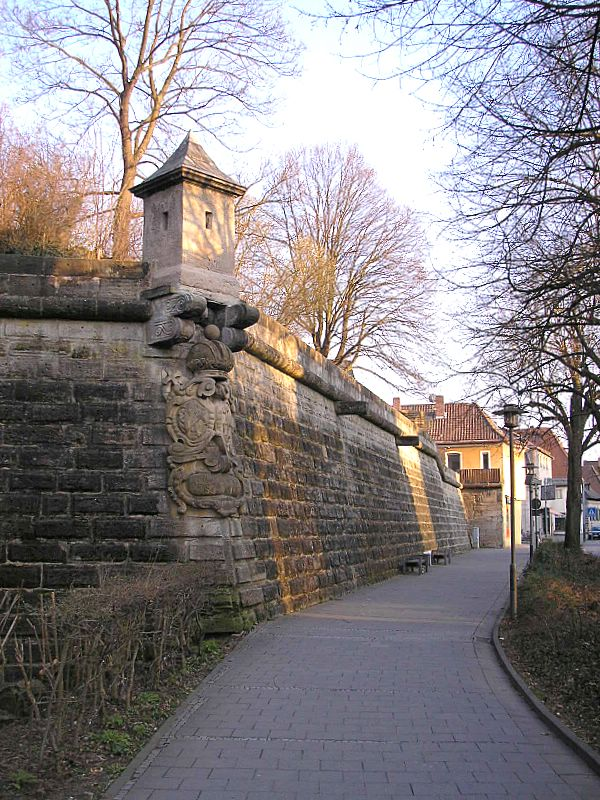
Wachhäuschen der Bastion der Festung Forchheim mit dem Wappen des Fürstbischofs

Das Wappen des Philipp Valentin Voit von Rieneck als Fürstbischof ist geviert. In den Feldern zwei und drei wird das ursprüngliche Familienwappen aufgegriffen. Es zeigt einen silbernen Widder auf rotem Grund. Die Felder eins und vier nehmen die Hoheitssymbole des Bistums Bamberg auf. Dargestellt ist ein schwarzer Löwe, belegt mit einer Schrägrechtslinie auf goldenem Grund.
Das Wappen des Fürstbischofs befindet sich an der Festung Forchheim unterhalb eines der Wachhäuschen an den Ecken der Ummauerung der Bastion.

## Grabdenkmal
Er wurde in Bamberg bestattet. Sein Grabmal zeigt ihn mit seinen Insignien.